# Mistrovství Evropy ve fotbale 2012
Mistrovství Evropy ve fotbale 2012  se konalo v Polsku a na Ukrajině v období od 8. června do 1. července 2012. Šlo o v pořadí 14. Mistrovství Evropy ve fotbale. Tyto pořadatelské země byly zvoleny na zasedání výkonného výboru UEFA v Cardiffu 18. dubna 2007, když porazily další kandidáty – Itálii a společné pořadatelství Chorvatska a Maďarska.
Mistry Evropy se stali hráči Španělska vedení Vicente del Bosquem, kteří na turnaji ani jednou neprohráli a inkasovali pouze jediný gól. Ve finále porazili Itálii 4:0.

## Stupně vítězů
| Zlato                | Stříbro | Bronz               | 4. místo                                             |
| -------------------- | ------- | ------------------- | ---------------------------------------------------- |
| Španělsko (3. titul) | Itálie  | Německo Portugalsko | Oba poražení semifinalisté obdrželi bronzové medaile |

## Kandidáti na pořadatelství
Kandidaturu na pořádání Mistrovství Evropy ve fotbale 2012 podalo celkem 7 zemí, z niž 2 a 2 země podaly společné nabídky. Dne 8. listopadu 2005, Výkonný výbor UEFA zúžil kandidáty do užšího výběru na tři:
- Itálie (11 hlasů)
- Chorvatsko a Maďarsko (9 hlasů)
- Polsko a Ukrajina (7 hlasů)
- Turecko (6 hlasů, vyřazeno)
- Řecko (2 hlasy, vyřazeno)

Konečné rozhodnutí mělo být oznámeno dne 8. prosince 2006 v Nyonu , ale to bylo odloženo, kvůli "více času dolaďování kandidátům na svých nabídek ". Hostitelé byli nakonec vybráni na 18. dubna 2007 v Cardiffu, na základě hlasování členů výkonného výboru UEFA.
| Země                  | Počet hlasů |
| --------------------- | ----------- |
| Polsko a Ukrajina     | 8           |
| Itálie                | 4           |
| Chorvatsko a Maďarsko | 0           |

## Kvalifikace
Losování kvalifikačních skupin se uskutečnilo 17. února 2010 ve Varšavě. Celkem 51 reprezentací (Polsko a Ukrajina měly účast na závěrečném turnaji jistou coby jeho pořadatelé) bylo rozlosováno do šesti šestičlenných a tří pětičlenných skupin. Vítězové jednotlivých skupin postoupili na finálový turnaj přímo. Postoupilo také Švédsko jako nejlepší tým z druhých míst. Zbylých osm týmů na druhých místech sehrálo baráž o zbylá čtyři místa na závěrečném turnaji.

### Kvalifikované týmy
| Země        | Kvalifikace          | Datum kvalifikování | Předchozí účast na ME                                           |
| ----------- | -------------------- | ------------------- | --------------------------------------------------------------- |
| Polsko      | pořadatel            | 18. duben 2007      | 1 (2008)                                                        |
| Ukrajina    | pořadatel            | 18. duben 2007      | 0 (premiéra)                                                    |
| Německo     | vítěz skupiny A      | 2. září 2011        | 10 (1972, 1976, 1980, 1984, 1988, 1992, 1996, 2000, 2004, 2008) |
| Itálie      | vítěz skupiny C      | 6. září 2011        | 7 (1968, 1980, 1988, 1996, 2000, 2004, 2008)                    |
| Nizozemsko  | vítěz skupiny E      | 6. září 2011        | 8 (1976, 1980, 1988, 1992, 1996, 2000, 2004, 2008)              |
| Španělsko   | vítěz skupiny I      | 6. září 2011        | 8 (1964, 1980, 1984, 1988, 1996, 2000, 2004, 2008)              |
| Anglie      | vítěz skupiny G      | 7. říjen 2011       | 7 (1968, 1980, 1988, 1992, 1996, 2000, 2004)                    |
| Rusko       | vítěz skupiny B      | 11. říjen 2011      | 9 (1960, 1964, 1968, 1972, 1988, 1992, 1996, 2004, 2008)        |
| Francie     | vítěz skupiny D      | 11. říjen 2011      | 7 (1960, 1984, 1992, 1996, 2000, 2004, 2008)                    |
| Řecko       | vítěz skupiny F      | 11. říjen 2011      | 3 (1980, 2004, 2008)                                            |
| Dánsko      | vítěz skupiny H      | 11. říjen 2011      | 7 (1964, 1984, 1988, 1992, 1996, 2000, 2004)                    |
| Švédsko     | nejlepší druhý       | 11. říjen 2011      | 4 (1992, 2000, 2004, 2008)                                      |
| Chorvatsko  | postupující z baráže | 15. listopad 2011   | 3 (1996, 2004, 2008)                                            |
| Česko       | postupující z baráže | 15. listopad 2011   | 7 (1960, 1976, 1980, 1996, 2000, 2004, 2008)                    |
| Irsko       | postupující z baráže | 15. listopad 2011   | 1 (1988)                                                        |
| Portugalsko | postupující z baráže | 15. listopad 2011   | 5 (1984, 1996, 2000, 2004, 2008)                                |

1. ↑  Zvýrazněné ročníky = titul
2. 1 2 3 4 5  Západní Německo
3. 1 2 3 4 5  Sovětský svaz
4. ↑  Společenství nezávislých států
5. 1 2 3  Československo

## Stadiony
| Varšava                          | Poznaň                           | Vratislav                        | Gdaňsk                            |
| -------------------------------- | -------------------------------- | -------------------------------- | --------------------------------- |
| Národní stadion Kapacita: 58 145 | Městský stadion Kapacita: 41 609 | Městský stadion Kapacita: 42 771 | PGE Arena Kapacita: 42 105        |
|                                  |                                  |                                  |                                   |
|                                  |                                  |                                  |                                   |
| Kyjev                            | Doněck                           | Lvov                             | Charkov                           |
| NSK Olimpijskyj Kapacita: 70 050 | Donbas Arena Kapacita: 51 504    | Arena Lviv Kapacita: 34 915      | Stadion Metalist Kapacita: 38 633 |
|                                  |                                  |                                  |                                   |

## Los EURO 2012
Los turnaje, během něhož byly účastnické země nalosovány do čtyř čtyřčlenných skupin, proběhl 2. prosince 2011 v Kyjevě.

## Soupisky
Každá z reprezentací musela do 29. května 2012 nominovat kádr čítající 23 hráčů (20 hráčů do pole a 3 brankáře).

## Zápasy

### Skupinová fáze
| Vysvětlivky                    |
| ------------------------------ |
| Tým postupující do čtvrtfinále |

#### Skupina A
| Tým    | Z | V | R | P | VG | IG | +/- | B |
| ------ | - | - | - | - | -- | -- | --- | - |
| Česko  | 3 | 2 | 0 | 1 | 4  | 5  | −1  | 6 |
| Řecko  | 3 | 1 | 1 | 1 | 3  | 3  | 0   | 4 |
| Rusko  | 3 | 1 | 1 | 1 | 5  | 3  | +2  | 4 |
| Polsko | 3 | 0 | 2 | 1 | 2  | 3  | −1  | 2 |

| 8. června 2012 18:00 UTC+2 |        |                |                                                                           |
| Polsko                     | 1:1    | Řecko          | Národní stadion, Varšava diváci: 56 070 rozhodčí: Carlos Velasco Carballo |
| Lewandowski 17'            | Report | Salpigidis 51' | Národní stadion, Varšava diváci: 56 070 rozhodčí: Carlos Velasco Carballo |

| 8. června 2012 20:45 UTC+2                    |        |           |                                                                    |
| Rusko                                         | 4:1    | Česko     | Městský stadion ve Vratislavi diváci: 40 803 rozhodčí: Howard Webb |
| Dzagojev 15', 79' Širokov 24' Pavljučenko 82' | Report | Pilař 52' | Městský stadion ve Vratislavi diváci: 40 803 rozhodčí: Howard Webb |

| 12. června 2012 18:00 UTC+2 |        |                     |                                                                        |
| Řecko                       | 1:2    | Česko               | Městský stadion ve Vratislavi diváci: 41 105 rozhodčí: Stéphane Lannoy |
| Gekas 53'                   | Report | Jiráček 3' Pilař 6' | Městský stadion ve Vratislavi diváci: 41 105 rozhodčí: Stéphane Lannoy |

| 12. června 2012 20:45 UTC+2 |        |              |                                                                  |
| Polsko                      | 1:1    | Rusko        | Národní stadion, Varšava diváci: 55 920 rozhodčí: Wolfgang Stark |
| Blaszczykowski 57'          | Report | Dzagojev 37' | Národní stadion, Varšava diváci: 55 920 rozhodčí: Wolfgang Stark |

| 16. června 2012 20:45 UTC+2 |        |        |                                                                      |
| Česko                       | 1:0    | Polsko | Městský stadion ve Vratislavi diváci: 41 480 rozhodčí: Craig Thomson |
| Jiráček 72'                 | Report |        | Městský stadion ve Vratislavi diváci: 41 480 rozhodčí: Craig Thomson |

| 16. června 2012 20:45 UTC+2 |        |       |                                                                  |
| Řecko                       | 1:0    | Rusko | Národní stadion, Varšava diváci: 55 614 rozhodčí: Jonas Eriksson |
| Karagunis 45+2'             | Report |       | Národní stadion, Varšava diváci: 55 614 rozhodčí: Jonas Eriksson |

#### Skupina B
| Tým         | Z | V | R | P | VG | IG | +/- | B |
| ----------- | - | - | - | - | -- | -- | --- | - |
| Německo     | 3 | 3 | 0 | 0 | 5  | 2  | +3  | 9 |
| Portugalsko | 3 | 2 | 0 | 1 | 5  | 4  | +1  | 6 |
| Dánsko      | 3 | 1 | 0 | 2 | 4  | 5  | –1  | 3 |
| Nizozemsko  | 3 | 0 | 0 | 3 | 2  | 5  | −3  | 0 |

| 9. června 2012 19:00 UTC+3 |        |                 |                                                                  |
| Nizozemsko                 | 0:1    | Dánsko          | Stadion Metalist, Charkov diváci: 35 923 rozhodčí: Damir Skomina |
|                            | Report | Krohn-Dehli 24' | Stadion Metalist, Charkov diváci: 35 923 rozhodčí: Damir Skomina |

| 9. června 2012 21:45 UTC+3 |        |             |                                                           |
| Německo                    | 1:0    | Portugalsko | Arena Lviv, Lvov diváci: 32 990 rozhodčí: Stéphane Lannoy |
| Gómez 72'                  | Report |             | Arena Lviv, Lvov diváci: 32 990 rozhodčí: Stéphane Lannoy |

| 13. června 2012 19:00 UTC+3 |        |                                 |                                                         |
| Dánsko                      | 2:3    | Portugalsko                     | Arena Lviv, Lvov diváci: 31 840 rozhodčí: Craig Thomson |
| Bendtner 41', 80'           | Report | Pepe 24' Postiga 36' Varela 87' | Arena Lviv, Lvov diváci: 31 840 rozhodčí: Craig Thomson |

| 13. června 2012 21:45 UTC+3 |        |                |                                                                   |
| Nizozemsko                  | 1:2    | Německo        | Stadion Metalist, Charkov diváci: 37 750 rozhodčí: Jonas Eriksson |
| van Persie 73'              | Report | Gómez 24', 39' | Stadion Metalist, Charkov diváci: 37 750 rozhodčí: Jonas Eriksson |

| 17. června 2012 21:45 UTC+3 |        |                   |                                                                   |
| Portugalsko                 | 2:1    | Nizozemsko        | Stadion Metalist, Charkov diváci: 37 445 rozhodčí: Nicola Rizzoli |
| Cristiano Ronaldo 28', 74'  | Report | van der Vaart 12' | Stadion Metalist, Charkov diváci: 37 445 rozhodčí: Nicola Rizzoli |

| 17. června 2012 21:45 UTC+3 |        |                         |                                                                   |
| Dánsko                      | 1:2    | Německo                 | Arena Lviv, Lvov diváci: 32 990 rozhodčí: Carlos Velasco Carballo |
| Krohn-Dehli 24'             | Report | Podolski 19' Bender 80' | Arena Lviv, Lvov diváci: 32 990 rozhodčí: Carlos Velasco Carballo |

#### Skupina C
| Tým        | Z | V | R | P | VG | IG | +/- | B |
| ---------- | - | - | - | - | -- | -- | --- | - |
| Španělsko  | 3 | 2 | 1 | 0 | 6  | 1  | +5  | 7 |
| Itálie     | 3 | 1 | 2 | 0 | 4  | 2  | +2  | 5 |
| Chorvatsko | 3 | 1 | 1 | 1 | 4  | 3  | +1  | 4 |
| Irsko      | 3 | 0 | 0 | 3 | 1  | 9  | −8  | 0 |

| 10. června 2012 18:00 UTC+2 |        |               |                                                          |
| Španělsko                   | 1:1    | Itálie        | PGE Arena, Gdaňsk diváci: 38 869 rozhodčí: Viktor Kassai |
| Fàbregas 64'                | Report | Di Natale 61' | PGE Arena, Gdaňsk diváci: 38 869 rozhodčí: Viktor Kassai |

| 10. června 2012 20:45 UTC+2 |        |                               |                                                                |
| Irsko                       | 1:3    | Chorvatsko                    | Městský stadion, Poznaň diváci: 39 550 rozhodčí: Björn Kuipers |
| St Ledger 19'               | Report | Mandžukić 3', 48' Jelavić 43' | Městský stadion, Poznaň diváci: 39 550 rozhodčí: Björn Kuipers |

| 14. června 2012 18:00 UTC+2 |        |               |                                                              |
| Itálie                      | 1:1    | Chorvatsko    | Městský stadion, Poznaň diváci: 37 096 rozhodčí: Howard Webb |
| Pirlo 39'                   | Report | Mandžukić 72' | Městský stadion, Poznaň diváci: 37 096 rozhodčí: Howard Webb |

| 14. června 2012 20:45 UTC+2           |        |       |                                                          |
| Španělsko                             | 4:0    | Irsko | PGE Arena, Gdaňsk diváci: 39 150 rozhodčí: Pedro Proença |
| Torres 4', 70' Silva 49' Fàbregas 83' | Report |       | PGE Arena, Gdaňsk diváci: 39 150 rozhodčí: Pedro Proença |

| 18. června 2012 20:45 UTC+2 |        |           |                                                           |
| Chorvatsko                  | 0:1    | Španělsko | PGE Arena, Gdaňsk diváci: 39 076 rozhodčí: Wolfgang Stark |
|                             | Report | Navas 88' | PGE Arena, Gdaňsk diváci: 39 076 rozhodčí: Wolfgang Stark |

| 18. června 2012 20:45 UTC+2 |        |       |                                                               |
| Itálie                      | 2:0    | Irsko | Městský stadion, Poznaň diváci: 38 794 rozhodčí: Cüneyt Çakır |
| Cassano 35' Balotelli 90'   | Report |       | Městský stadion, Poznaň diváci: 38 794 rozhodčí: Cüneyt Çakır |

#### Skupina D
| Tým      | Z | V | R | P | VG | IG | +/- | B |
| -------- | - | - | - | - | -- | -- | --- | - |
| Anglie   | 3 | 2 | 1 | 0 | 5  | 3  | +2  | 7 |
| Francie  | 3 | 1 | 1 | 1 | 3  | 3  | 0   | 4 |
| Ukrajina | 3 | 1 | 0 | 2 | 2  | 4  | −2  | 3 |
| Švédsko  | 3 | 1 | 0 | 2 | 5  | 5  | 0   | 3 |

| 11. června 2012 19:00 UTC+3 |        |             |                                                              |
| Francie                     | 1:1    | Anglie      | Donbas Arena, Doněck diváci: 47 400 rozhodčí: Nicola Rizzoli |
| Nasri 39'                   | Report | Lescott 30' | Donbas Arena, Doněck diváci: 47 400 rozhodčí: Nicola Rizzoli |

| 11. června 2012 21:45 UTC+3 |        |                 |                                                              |
| Ukrajina                    | 2:1    | Švédsko         | NSK Olimpijskyj, Kyjev diváci: 64 290 rozhodčí: Cüneyt Çakır |
| Ševčenko 55', 62'           | Report | Ibrahimović 52' | NSK Olimpijskyj, Kyjev diváci: 64 290 rozhodčí: Cüneyt Çakır |

| 15. června 2012 19:00 UTC+3 |        |                      |                                                               |
| Ukrajina                    | 0:2    | Francie              | NSK Olimpijskyj, Kyjev diváci: 48 000 rozhodčí: Björn Kuipers |
|                             | Report | Ménez 53' Cabaye 56' | NSK Olimpijskyj, Kyjev diváci: 48 000 rozhodčí: Björn Kuipers |

Pozn.: Zápas byl v 5. minutě téměř na hodinu přerušen kvůli bouřce a průtrži mračen.
| 15. června 2012 21:45 UTC+3         |        |                                     |                                                             |
| Švédsko                             | 2:3    | Anglie                              | Donbas Arena, Doněck diváci: 64 640 rozhodčí: Damir Skomina |
| Glen Johnson 49' (vl.) Mellberg 59' | Report | Carroll 23' Walcott 64' Welbeck 78' | Donbas Arena, Doněck diváci: 64 640 rozhodčí: Damir Skomina |

| 19. června 2012 21:45 UTC+3 |        |          |                                                             |
| Anglie                      | 1:0    | Ukrajina | Donbas Arena, Doněck diváci: 48 700 rozhodčí: Viktor Kassai |
| Rooney 48'                  | Report |          | Donbas Arena, Doněck diváci: 48 700 rozhodčí: Viktor Kassai |

| 19. června 2012 21:45 UTC+3   |        |         |                                                               |
| Švédsko                       | 2:0    | Francie | NSK Olimpijskyj, Kyjev diváci: 63 010 rozhodčí: Pedro Proença |
| Ibrahimović 54' Larsson 90+1' | Report |         | NSK Olimpijskyj, Kyjev diváci: 63 010 rozhodčí: Pedro Proença |

### Vyřazovací fáze
|  | Čtvrtfinále          | Čtvrtfinále          |                     |       | Semifinále | Semifinále |  |  | Finále | Finále |
|  | 21. června – Varšava |                      |                     |       |            |            |  |  |        |        |
|  |                      |                      |                     |       |            |            |  |  |        |        |
|  | Česko                | 0                    |                     |       |            |            |  |  |        |        |
|  | Česko                | 0                    | 27. června – Doněck |       |            |            |  |  |        |        |
|  | Portugalsko          | 1                    |                     |       |            |            |  |  |        |        |
|  | Portugalsko          | 1                    | Portugalsko         | 0 (2) |            |            |  |  |        |        |
|  | 23. června – Doněck  |                      | Portugalsko         | 0 (2) |            |            |  |  |        |        |
|  |                      | Španělsko (pen.)     | 0 (4)               |       |            |            |  |  |        |        |
|  | Španělsko            | Španělsko (pen.)     | 0 (4)               | 2     |            |            |  |  |        |        |
|  | Španělsko            |                      | 1. července – Kyjev | 2     |            |            |  |  |        |        |
|  | Francie              | 0                    |                     |       |            |            |  |  |        |        |
|  | Francie              | 0                    | Španělsko           | 4     |            |            |  |  |        |        |
|  | 22. června – Gdaňsk  |                      | Španělsko           | 4     |            |            |  |  |        |        |
|  |                      | Itálie               | 0                   |       |            |            |  |  |        |        |
|  | Německo              | Itálie               | 0                   | 4     |            |            |  |  |        |        |
|  | Německo              | 28. června – Varšava |                     | 4     |            |            |  |  |        |        |
|  | Řecko                | 2                    |                     |       |            |            |  |  |        |        |
|  | Řecko                | 2                    | Německo             | 1     |            |            |  |  |        |        |
|  | 24. června – Kyjev   |                      | Německo             | 1     |            |            |  |  |        |        |
|  |                      | Itálie               | 2                   |       |            |            |  |  |        |        |
|  | Anglie               | Itálie               | 2                   | 0 (2) |            |            |  |  |        |        |
|  | Anglie               |                      |                     | 0 (2) |            |            |  |  |        |        |
|  | Itálie (pen.)        | 0 (4)                |                     |       |            |            |  |  |        |        |
|  | Itálie (pen.)        | 0 (4)                |                     |       |            |            |  |  |        |        |

#### Čtvrtfinále
| 21. června 2012 20:45 UTC+2 |        |             |                                                               |
| Česko                       | 0:1    | Portugalsko | Národní stadion, Varšava diváci: 55 590 rozhodčí: Howard Webb |
|                             | Report | 79' Ronaldo | Národní stadion, Varšava diváci: 55 590 rozhodčí: Howard Webb |

| 22. června 2012 20:45 UTC+2             |        |                                    |                                                          |
| Německo                                 | 4:2    | Řecko                              | PGE Arena, Gdaňsk diváci: 38 751 rozhodčí: Damir Skomina |
| Lahm 39' Khedira 61' Klose 68' Reus 74' | Report | 55' Samaras 89' (pen.) Salpingidis | PGE Arena, Gdaňsk diváci: 38 751 rozhodčí: Damir Skomina |

| 23. června 2012 21:45 UTC+3 |        |         |                                                              |
| Španělsko                   | 2:0    | Francie | Donbas Arena, Doněck diváci: 47 000 rozhodčí: Nicola Rizzoli |
| Alonso 19' 90+1' (pen.)     | Report |         | Donbas Arena, Doněck diváci: 47 000 rozhodčí: Nicola Rizzoli |

| 24. června 2012 21:45 UTC+3 |          |        |                                                               |
| Anglie                      | 0:0 (pp) | Itálie | NSK Olimpijskyj, Kyjev diváci: 64 340 rozhodčí: Pedro Proença |
|                             | Report   |        | NSK Olimpijskyj, Kyjev diváci: 64 340 rozhodčí: Pedro Proença |

|                           |     | Penaltový rozstřel                          |  |
| Gerrard Rooney Young Cole | 2:4 | Balotelli Montolivo Pirlo Nocerino Diamanti |  |

#### Semifinále
| 27. června 2012 21:45 UTC+3 |          |           |                                                            |
| Portugalsko                 | 0:0 (pp) | Španělsko | Donbas Arena, Doněck diváci: 48 000 rozhodčí: Cüneyt Cakir |
|                             | Report   |           | Donbas Arena, Doněck diváci: 48 000 rozhodčí: Cüneyt Cakir |

|                          |     | Penaltový rozstřel                  |  |
| Moutinho Pepe Nani Alves | 2:4 | Alonso Iniesta Piqué Ramos Fàbregas |  |

| 28. června 2012 20:45 UTC+2 |        |                    |                                                                   |
| Německo                     | 1:2    | Itálie             | Národní stadion, Varšava diváci: 55 540 rozhodčí: Stéphane Lannoy |
| Özil 90+2' (pen.)           | Report | Balotelli 20', 36' | Národní stadion, Varšava diváci: 55 540 rozhodčí: Stéphane Lannoy |

#### Finále
| 1. července 2012 21:45 UTC+3           |        |        |                                                               |
| Španělsko                              | 4:0    | Itálie | NSK Olimpijskyj, Kyjev diváci: 63 170 rozhodčí: Pedro Proença |
| Silva 14' Alba 41' Torres 84' Mata 88' | Report |        | NSK Olimpijskyj, Kyjev diváci: 63 170 rozhodčí: Pedro Proença |

## Nejlepší střelci
Nejlepším střelcem turnaje byl vyhlášen Fernando Torres, který sice na turnaji vstřelil stejný počet branek jako pět dalších hráčů, avšak z těchto třígólových hráčů odehrál na turnaji nejméně času (190 minut).
3 góly
- Fernando Torres
- Mario Balotelli
- Mario Mandžukić
- Mario Gómez
- Alan Dzagojev
- Cristiano Ronaldo

2 góly
| - Petr Jiráček - Václav Pilař - Nicklas Bendtner - Michael Krohn-Dehli | - Cesc Fàbregas - Xabi Alonso - David Silva | - Andrij Ševčenko - Zlatan Ibrahimović - Dimitris Salpingidis |

1 gól
| - Andy Carroll - Joleon Lescott - Theo Walcott - Danny Welbeck - Wayne Rooney - Jesús Navas - Jordi Alba - Juan Manuel Mata - Yohan Cabaye - Jérémy Ménez - Samir Nasri - Lars Bender - Sami Khedira | - Lukas Podolski - Philipp Lahm - Miroslav Klose - Marco Reus - Mesut Özil - Theofanis Gekas - Jorgos Karagunis - Antonio Di Natale - Andrea Pirlo - Antonio Cassano - Hélder Postiga - Pepe | - Silvestre Varela - Nikica Jelavić - Sean St Ledger - Rafael van der Vaart - Robin van Persie - Jakub Błaszczykowski - Robert Lewandowski - Roman Pavljučenko - Roman Širokov - Sebastian Larsson - Olof Mellberg |

1 vlastní gól
| - Glen Johnson (v zápase proti Švédsku) |

## All-stars[7]
- Gianluigi Buffon
- Iker Casillas
- Manuel Neuer
- Gerard Piqué
- Fábio Coentrão
- Philipp Lahm
- Pepe
- Sergio Ramos
- Jordi Alba
- Daniele De Rossi
- Steven Gerrard
- Xavi
- Andrés Iniesta
- Sami Khedira
- Sergio Busquets
- Mesut Özil
- Andrea Pirlo
- Xabi Alonso
- Mario Balotelli
- Cesc Fàbregas
- Cristiano Ronaldo
- Zlatan Ibrahimović
- David Silva